# 嘉津宇岳

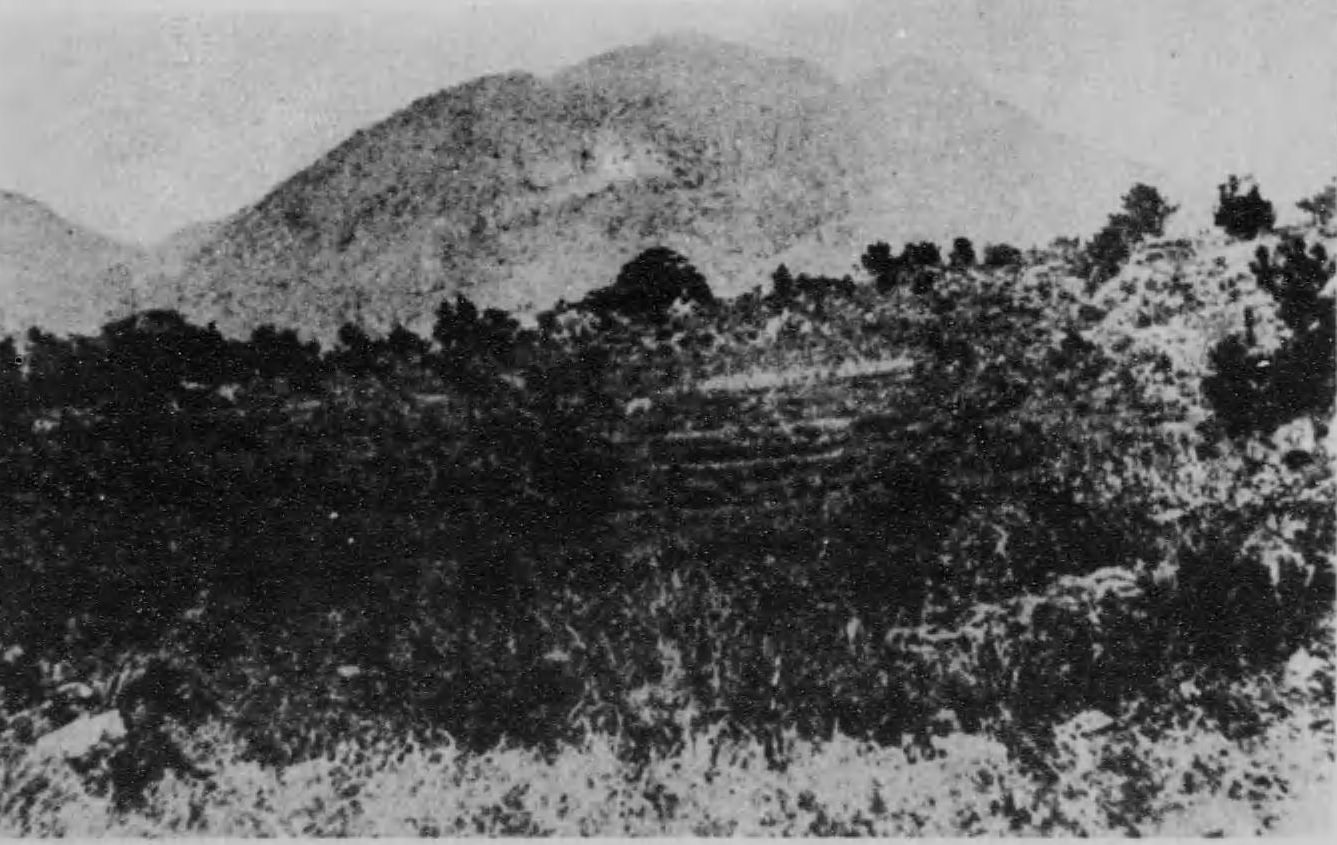
1917年以前の嘉津宇岳

嘉津宇岳（かつうだけ）は、沖縄本島北部の本部半島に位置する、標高452メートルの山。
古来より沖縄の名山として知られ、大正時代まで沖縄本島最高峰と思われていた。山頂は円錐状をなすカルスト地形で、八重岳と安和岳とともに沖縄県の自然保護区域に指定されている。頂上まで登山道が設定されている。

## 地勢
沖縄本島北部に位置する本部半島の南、沖縄県名護市の北西部にそびえる山である。北西には八重岳、西南西には安和岳があり、一帯は本部半島のほぼ中央部の山塊を形成している。山頂は名護市の大字「勝山（かつやま）」に属し、小字は安和岳と共に「我謝如古山（ガジャナクヤマ）」に含まれ、国頭郡本部町との境界付近にある。
標高は452メートルで、沖縄県内で第6位、沖縄本島内で第3位の高さで、名護市における最高峰でもある。琉球王国時代から1916年（大正5年）の陸地測量部による測量が行われるまでは、嘉津宇岳が沖縄本島の最高峰と考えられていた。大正期に計測した標高は451メートルであったが、日本復帰後の地図には標高の値は記載されていない。
山体は標高200メートル付近の丘陵部から標高約400メートルにかけて急な斜面となり、緩やかで狭い平坦な地形の上にピラミッド状の山頂部をなす。山頂は熱帯カルストといわれる円錐カルストに近い形状をしている。古生代ペルム紀の石灰岩を基盤とし、粘板岩やチャートを有する中生代の本部層で構成され、ひん岩・片岩・珪岩系の岩脈が入り組む。
嘉津宇岳の東麓から発する西屋部（にしやぶ）川は、屋部川の河口部と合流し、名護湾へ流出する。嘉津宇岳と安和岳付近の石灰岩地帯を流れる穴窪川と安和与那川の中上流部においては、地下に伏流水として流れるが、大雨の際は一時的に地面に表流する。

## 自然
嘉津宇岳とその周辺は石灰岩を基盤とし、非石灰岩系の地質ももつため、各々に異なる植物が自生していることから、一帯は沖縄県指定天然記念物（天然保護区域）として、「嘉津宇岳安和岳八重岳自然保護区」が指定された。1972年（昭和47年）3月14日に「嘉津宇岳植物群叢」として琉球政府指定天然記念物に指定されていたが、翌年の1973年（昭和48年）3月19日に当名称に変更されている。また、沖縄県は1989年（平成元年）3月3日に名護市において自然環境保全地域を設定し、「嘉津宇岳・安和岳・八重岳自然環境保全地域」として面積156.16ヘクタールが指定された。
ヒナカンアオイやオナガサイシンなど分布上稀有な植物が自生するほか、石灰岩を基盤とする場所にはイスノキやムサシアブミの群落、粘板岩上ではイタジイが見受けられる。カラスバトやイボイモリ、コノハチョウなどの動物を含め、嘉津宇岳周辺には101科197属229種の動物が確認されている。

## 歴史
嘉津宇岳は古来より景勝地であり、恩納岳と共に沖縄の名山として知られていた。また、名護岳と並んで、名護市のシンボルとされる。
方言で「カチュウダキ」といい、「岩山」を意味する説もある。『おもろさうし』には「かつおうたけ」、または「かつおたけ」とあり、1873年（明治6年）の『南島水路誌』に「佳蘇（カソ）嶽」、1894年（明治27年）の『日本水路誌』に「佳楚（カソ）嶽」とあり、また『ペリー艦隊日本遠征記』に所載された地図には、嘉津宇岳・安和岳・八重岳の一帯を「NATCHIJIN MOUNTAINS （ナチジン山地）」と記している。『中山伝信録』に嘉津宇岳は「佳楚嶽」と記され、「最も険しく、琉球の第一峰といわれる」とある。
嘉津宇岳と関係するおもろは重複を除けば4首あり、「くにのなてしの」という神女が乗る船が、「かつおうたけ（嘉津宇嶽）」と「こばうたけ（蒲葵嶽）」を目印にして静かに進むさまを謡っており、航海の安全を願うおもろである。また、「勝宇嶽」と題した蔡温の漢詩がある。
北東の麓に位置する、本部町伊豆見の古嘉津宇原に、「嘉津宇」と呼ばれる村が存在していたが、蔡温の施策により、1737年（乾隆2年）頃に本部半島の北部に移動したという。1910年（明治43年）の新聞に「国頭旅行」と題した記事があり、それには「まづ行くべき所は嘉津宇嶽」とあり、さらに1917年（大正6年）の記事は、嘉津宇岳の連山を「琉球のアルプス」と表現している。1935年（昭和10年）、麓の約10万坪の土地に、沖縄県で初めてとなるゴルフ場を建設する計画があったが、実現しなかった。「安和」と「山入端」から分かれる前の勝山は、「猫川（マヤーガー）」と呼ばれ、猫が発見した泉を頼って人々が当地に居住し始めたといわれる。1942年（昭和17年）、太平洋戦争の最中であったことから、嘉津宇岳の「かつ」を取り、また山間部に位置していたため、「勝山」として大字が分離した。
嘉津宇岳の丘陵地帯にシークヮーサーが栽培されている。2003年（平成15年）、勝山のシークヮーサー出荷組合が主体となって、果汁工場を設立した。

## 登山
標高270メートル付近に展望台と駐車場を有する登山口があり、そこからの登山が一般的に多くの登山客が利用するルートである。小学校の臨海学校や修学旅行の一環として利用されてきた。園児やその保護者らが登山を行う保育園もある。
頂上は自然の展望台となっている。名護市街や名護湾、本部半島のほかに、遠くは慶良間諸島、久米島、粟国島や首里城跡も望むことができ、大晦日から初日の出を拝む登山者もいる。

## 古巣岳
嘉津宇岳の南には「古巣岳（ふるしだけ）」と呼ばれる山がある。標高は391メートルで、麓の「猫川」は勝山集落発祥の泉と伝えられる。かつて古巣岳周辺でヤギの放牧が行われていた。嘉津宇岳と安和岳の谷間を登り、「三角山」へ向かう分岐点を過ぎて古巣岳山頂に登る。2004年（平成16年）、地元ガイドの「勝山つたえ隊」による登山道が設定され、下山を含む古巣岳・嘉津宇岳コースの所要時間は5時間としている。